# Aloísio dos Santos Gonçalves
Aloísio dos Santos Gonçalves, noto come Luo Guofu (Araranguá, 19 giugno 1988), è un ex calciatore brasiliano naturalizzato cinese, di ruolo attaccante.

## Caratteristiche tecniche
Molto abile con la palla al piede, preciso e freddo sotto porta, bravo ad attaccare la profondità, caratteristiche che lo rendono un vero e proprio bomber d'area di rigore

## Carriera

### Club

#### L'esordio al Grêmio, l'esperienza in Svizzera e poi Caxias
Aloísio inizia la propria carriera nelle giovanili del Grêmio nel 2001, con cui nel 2006, a 18 anni, esordisce in prima squadra. Nonostante le undici partite giocate con la prima squadra di Porto Alegre viene mandato in prestito al Chiasso, in Svizzera, non essendo riuscito a convincere la dirigenza del Grêmio. Dopo due anni la società rossoblù decide di non riscattare il cartellino del brasiliano, nonostante le 8 partite giocate e le 5 reti realizzate, e così nel 2010 il Caxias riporta in patria. Gioca la sua prima partita con la maglia del Caxias il 18 luglio, in occasione del match di campionato con il Brasil de Pelotas. Realizza la prima ed unica rete con i granata il 24 luglio, durante la partita giocata con il Chapecoense; in quell'occasione rimedia anche la sua prima ammonizione dopo il ritorno in Brasile.

#### La Série C con il Chapecoense e poi Figueirense
Dopo esser stato scartato calcisticamente sia dal Grêmio, sia dal Chiasso, anche il Caxias decide di non riconfermarlo dopo una stagione vissuta con più bassi che alti e così Aloísio accetta di ripartire dalla Série C nel 2011, specificamente dalla Chapecoense. Subito decisivo alla prima partita con i verdão, giocata il 15 gennaio contro l'Avaí. Realizza la sua prima doppietta in carriera il 2 febbraio, durante la partita di campionato con il Figueirense. Ottiene, a suo malgrado, la prima espulsione in carriera il 13 febbraio durante il match di campionato contro il Brusque. Firma la sua prima doppietta, in carriera, il 10 aprile durante l'incontro di campionato con il Concórdia.
Nel maggio del 2011 passa tra le file del Figueirense, dove debutta ufficialmente il 29 maggio in occasione del big match con il São Paulo, rimediando anche un'ammonizione. Segna la prima rete con i bianconeri il 12 giugno, durante la partita di campionato giocata con il Vasco da Gama. Il 30 giugno realizza la prima doppietta con i bianconeri, durante il big match giocato con il Santos. Realizza la sua prima tripletta in carriera il 26 agosto 2012, in occasione della partita di campionato giocata con il Coritiba.

### Nazionale
Dopo aver ottenuto la cittadinanza cinese nel 2019, ad aprile 2020 viene convocato in nazionale dal C.T. Li Tie.

## Palmarès

### Club

#### Competizioni statali
- Campionato Gaúcho: 1

Grêmio: 2007
- Campionato Catarinense: 1

Chapecoense: 2011

#### Competizioni nazionali
- Coppa di Cina: 1

Shandong Luneng: 2014
- Supercoppa di Cina: 1

Shandong Luneng: 2015

### Individuale
- Capocannoniere del campionato cinese: 1

2015 (22 gol)